# Atelier de Ferdinand Marrou
L'atelier de Ferdinand Marrou est une maison située dans la commune française de Rouen.

## Localisation
Le magasin de vente du ferronnier Ferdinand Marrou (1836-1917) est situé dans le département français de la Seine-Maritime, sur la commune de Rouen, au 70 rue Saint-Romain. Son atelier était situé dans la rue Saint-Nicolas.

## Historique
Le décor de la façade a été dessiné et réalisé par Ferdinand Marrou en 1902. 
Les façades et les toitures sont inscrites au titre des monuments historiques en 1975.